# Vadim Stasenko
Vadim Stasenko –en ruso, Вадим Стасенко– (1972) es un deportista ruso que compitió en halterofilia. Ganó una medalla de plata en el Campeonato Europeo de Halterofilia de 1994, en la categoría de 108 kg.

## Palmarés internacional
| Campeonato Europeo | Campeonato Europeo        | Campeonato Europeo | Campeonato Europeo |
| Año                | Lugar                     | Medalla            | Categoría          |
| ------------------ | ------------------------- | ------------------ | ------------------ |
| 1994               | Sokolov (República Checa) | Medalla de plata   | 108 kg             |